# ラヴァマン
ラヴァマン (Lava Man) は、アメリカ合衆国の競走馬。おもに2000年代のアメリカ西海岸で活躍を繰り広げた馬で、2008年までの7年間の競走生活でG1競走7勝を挙げた。

## 概要
西海岸を本拠地とし、同地で非常に優秀な競走成績を残したことから「西海岸の帝王」の異名を持つ。2006年にはサンタアニタハンデキャップ、ハリウッドゴールドカップ、パシフィッククラシックステークスと、西海岸におけるダート中距離の主要レースをすべて優勝した。その反面、中部あるいは東海岸の競馬場では苦戦、国外では惨敗する傾向が強かった。2005年、日本で開催されたジャパンカップダートに出走し11着に敗れているが、その直後からG1を含めた西海岸でのレースで7連勝している。2007年にはネイティヴダイヴァー以来40年ぶりとなる、史上2頭目のハリウッドゴールドカップ3連覇を達成した。西海岸限定で芝のG1にも対応可能、オールウェザーも問題にしなかった。

## 戦績

### 若駒時代
ラヴァマンはカリフォルニア州にあるポピュラーメドウズ牧場で生産されたサラブレッドである。母馬リルミズレオナルドは調教師ルーニー・アーターバーンの所有馬であり、ラヴァマンも同師の所有・管理のもとで競走馬となった。
ラヴァマンは2歳になった2003年の6月に、カリフォルニア州ストックストンの小さな競馬場でデビューした。初戦の結果は4着と平凡で、その後もすぐには勝ち上がれなかった。この頃にアーターバーンは同じく調教師であるダグ・オニールにラヴァマンの所有権の多くを売り渡し、また管理もオニールが引き継いだ。ラヴァマンはその後、11月に迎えたゴールデンゲートフィールズ競馬場での未勝利戦で初勝利を挙げている。
2004年8月、オニールはSTDレーシングステーブルのジェイソン・ウッドの要望に応じ、ラヴァマンの所有権を5万ドルで譲り渡した。以後もオニールが管理調教師を務めている。同年は芝路線にも挑戦して1勝を挙げているが、結局ダートに戻っている。9月のフェアプレックス競馬場で行われたダービートライアルステークスでステークス競走勝ちを収めると、同競馬場のポモナダービーにも出走したが、ここでは3着に敗れた。その後も勝てないながらも善戦を繰り返し、年末のマリブステークスではグレード競走初挑戦ながらも勝ち馬から半馬身差の2着と好走した。

### 4歳
2005年は年初からサンシャインミリオンズクラシックなどステークス競走に果敢に挑むも、3戦してすべて凡走に終わっており、この頃からオニールはラヴァマンにブリンカーを装着させるようにした。この装備変更が功を奏したか、翌戦の一般競走を勝つと、続くカリフォルニアンステークスも勝ってグレード競走初制覇を達成した。さらに勢いに乗って出走した7月のハリウッドゴールドカップでは2着に8馬身3/4差をつけての圧勝を見せ、3連勝でG1タイトルを手にする大活躍を繰り広げた。
しかし同年のその後はあまり振るわず、パシフィッククラシックステークスとジョッキークラブゴールドカップともに見せ場はなかった。11月にはジャパンカップダートに出走するため日本へと国外遠征したが、初の遠征、またこの間に左前脚に出た膿瘍の影響もあり、11着と大敗している。この日本遠征のときに鞍上がコーリー・ナカタニに乗り替わっており、以後しばらくナカタニとのコンビで競馬を続けていった。

### 5歳
翌年の末から一転して、2006年はラヴァマンにとって飛躍の年となった。年明け初戦のサンシャインミリオンズクラシックを快勝すると、続く大一番のサンタアニタハンデキャップにも優勝した。その後も快進撃を繰り広げ、チャールズウィッティンガムメモリアルハンデキャップ、パシフィッククラシックステークス、ハリウッドゴールドカップといったG1競走4勝を含む7連勝を達成する。この連勝劇でラヴァマンは西海岸競馬の主催者らから「Horse of the Meet（今季の主役）」と称えられ、名実ともに西海岸の頂点として君臨した。
その勢いで出走した年末のブリーダーズカップ・クラシックでは、同年のプリークネスステークス勝ち馬バーナーディーニに次ぐ2番人気に支持された。しかしレースでは、位置取りの不利を被り、優勝したインヴァソールに遅れること16馬身差の7着と大敗を喫した。

### 6歳

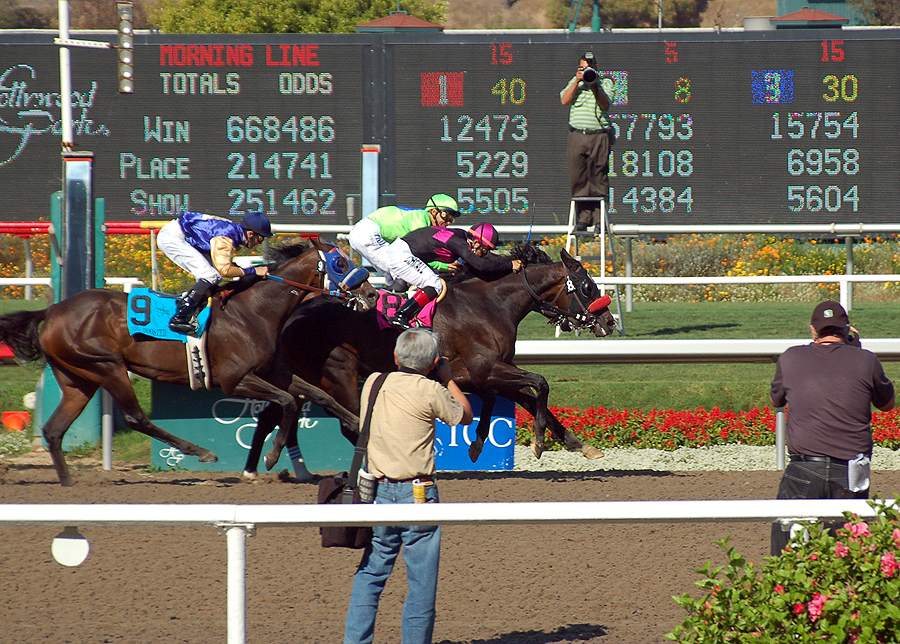
2007年ハリウッドゴールドカップ

2007年も西海岸では強く、サンタアニタハンデキャップを連覇、ハリウッドゴールドカップを3連覇するなど活躍するが、遠征すると本来の力を発揮できず、ドバイデューティーフリーでは16着と大敗している。しかし、8月から11月にかけて3戦消化したが、6着とやや精彩を欠いた。

### 7歳時代
2008年は4月のカーレッドステークスから始動し、3着だった。 その後、6月のチャールズウィッティンガムメモリアルハンデキャップも3着だった。そして、7月のエディーリードハンデキャップの6着を最後に一旦現役を引退した。

### 8歳時代
2009年12月27日のサンガブリエルハンデキャップ (G2) にて現役復帰を果たしたが、7着と殿負けを喫した。このレースを最後に現役を引退した。

### 競走成績
| 出走日     | 競馬場             | 競走名                            | 格 | 距離    | 着順 | 騎手                 | 着差      | 1着（2着）馬        |
| ---------- | ------------------ | --------------------------------- | -- | ------- | ---- | -------------------- | --------- | ------------------- |
| 2003.06.19 | ストックトン       | 未勝利                            |    | D4.5f   | 4着  | C.ビソーノ           | 4馬身     | Smooth Satin        |
| 2003.07.31 | サンタローザ       | 未勝利                            |    | D5f     | 3着  | C.ビソーノ           | 2馬身     | Mountain Slewpy     |
| 2003.09.04 | ベイメドウズ       | 未勝利                            |    | D5.5f   | 6着  | C.ビソーノ           | 7馬身     | Something Fierce    |
| 2003.10.19 | ベイメドウズ       | 未勝利                            |    | D8f     | 2着  | F.デュラン           | 1 1/2馬身 | Charbonnier         |
| 2003.11.29 | ゴールデンゲート   | 未勝利                            |    | D8.5f   | 1着  | F.デュラン           | 4馬身     | (French Roast)      |
| 2004.01.08 | ゴールデンゲート   | 一般競走                          |    | D8f     | 1着  | F.デュラン           | 5馬身     | (Dancin Candy)      |
| 2004.02.06 | サンタアニタ       | オプショナルクレーミング          |    | D8f     | 2着  | T.ベイズ             | 5馬身     | Cozy Guy            |
| 2004.04.08 | ベイメドウズ       | 一般競走                          |    | 芝8.5f  | 4着  | F.デュラン           | 3 3/4馬身 | Kingdom Come        |
| 2004.04.24 | ハリウッドパーク   | スノーチーフS                     |    | D9f     | 8着  | T.ベイズ             | 10馬身    | Cheiron             |
| 2004.05.16 | ベイメドウズ       | 一般競走                          |    | 芝8.5f  | 2着  | F.デュラン           | アタマ    | Soccer Dan          |
| 2004.06.05 | ベイメドウズ       | 一般競走                          |    | 芝8f    | 1着  | C.シュヴァネヴェルト | ハナ      | (Talaris)           |
| 2004.07.28 | デルマー           | クレーミング競走                  |    | 芝8.5f  | 5着  | F.アルヴァラード     | 4 1/4馬身 | Plenty of Heat      |
| 2004.08.13 | デルマー           | クレーミング競走                  |    | 芝8.5f  | 2着  | K.ジョン             | 4馬身     | Everybodyluvsdaheat |
| 2004.09.13 | フェアプレックス   | ダービートライアルS               |    | D8.5f   | 1着  | O.フィゲロア         | 6 1/4馬身 | (Last Time in Town) |
| 2004.09.25 | フェアプレックス   | ポモナダービー                    |    | D9f     | 3着  | O.フィゲロア         | 6 1/2馬身 | Semi Lost           |
| 2004.10.16 | サンタアニタ       | カリフォルニアCクラシックH        |    | D9f     | 2着  | J.コート             | 3/4馬身   | Cozy Guy            |
| 2004.11.13 | ハリウッドパーク   | オントラストH                     |    | D7.5f   | 2着  | J.コート             | 1馬身     | Anziyan Royalty     |
| 2004.12.26 | サンタアニタ       | マリブS                           | G1 | D7f     | 2着  | J.コート             | 1/2馬身   | Rock Hard Ten       |
| 2005.01.29 | ガルフストリーム   | サンシャインミリオンズクラシックS |    | D9f     | 7着  | J.コート             | 14馬身    | Musique Toujours    |
| 2005.03.12 | サンタアニタ       | クリスタルウォーターH             |    | 芝8f    | 6着  | J.コート             | 11馬身    | Cozy Guy            |
| 2005.04.24 | ハリウッドパーク   | ティズナウS                       |    | D7.5f   | 5着  | R.ダグラス           | 2 1/4馬身 | Unfurl the Flag     |
| 2005.05.14 | ハリウッドパーク   | オプショナルクレーミング          |    | D8.5f   | 1着  | G.ゴメス             | 1 1/2馬身 | (Skukuza)           |
| 2005.06.18 | ハリウッドパーク   | カリフォルニアンS                 | G2 | D9f     | 1着  | P.ヴァレンズエラ     | 1馬身     | (Anziyan Royalty)   |
| 2005.07.09 | ハリウッドパーク   | ハリウッド金杯                    | G1 | D10f    | 1着  | P.ヴァレンズエラ     | 8 3/4馬身 | (Borrego)           |
| 2005.08.21 | デルマー           | パシフィッククラシックS           | G1 | D10f    | 3着  | P.ヴァレンズエラ     | 3/4馬身   | Borrego             |
| 2005.10.01 | ベルモントパーク   | ジョッキークラブ金杯              | G1 | D10f    | 7着  | P.ヴァレンズエラ     | 18馬身    | Borrego             |
| 2005.11.26 | 東京               | ジャパンCダート                   | G1 | D2100m  | 11着 | C.ナカタニ           | 2.8秒     | カネヒキリ          |
| 2006.01.28 | サンタアニタ       | サンシャインミリオンズクラシック  |    | D9f     | 1着  | C.ナカタニ           | 2 1/4馬身 | (Whos Crying Now)   |
| 2006.03.04 | サンタアニタ       | サンタアニタH                     | G1 | D10f    | 1着  | C.ナカタニ           | 3/4馬身   | (Magnum)            |
| 2006.04.30 | ハリウッドパーク   | カーレッドS                       |    | 芝9f    | 1着  | C.ナカタニ           | 5 1/4馬身 | (Cheroot)           |
| 2006.06.10 | ハリウッドパーク   | チャールズウィッテンガム記念H     | G1 | 芝10f   | 1着  | C.ナカタニ           | 2馬身     | (King's Drama)      |
| 2006.07.08 | ハリウッドパーク   | ハリウッド金杯                    | G1 | D10f    | 1着  | C.ナカタニ           | ハナ      | (Ace Blue)          |
| 2006.08.20 | デルマー           | パシフィッククラシックS           | G1 | D10f    | 1着  | C.ナカタニ           | 2 1/2馬身 | (Good Reward)       |
| 2006.10.07 | サンタアニタ       | グッドウッドBCH                   | G2 | D9f     | 1着  | C.ナカタニ           | 2 1/4馬身 | (Brother Derek)     |
| 2006.11.04 | チャーチルダウンズ | BCクラシック                      | G1 | D10f    | 7着  | C.ナカタニ           | 16馬身    | Invasor             |
| 2007.01.27 | サンタアニタ       | サンシャインミリオンズターフS     |    | 芝9f    | 1着  | C.ナカタニ           | 2馬身     | (Icy Atlantic)      |
| 2007.03.03 | サンタアニタ       | サンタアニタH                     | G1 | D10f    | 1着  | C.ナカタニ           | 3/4馬身   | (Molengao)          |
| 2007.03.31 | ナドアルシバ       | ドバイデューティーフリー          | G1 | 芝1777m | 16着 | C.ナカタニ           | 29馬身    | Admire Moon         |
| 2007.06.09 | ハリウッドパーク   | チャールズウィッテンガム記念H     | G1 | 芝10f   | 2着  | C.ナカタニ           | 1 1/2馬身 | After Market        |
| 2007.06.30 | ハリウッドパーク   | ハリウッド金杯                    | G1 | AW10f   | 1着  | C.ナカタニ           | ハナ      | (A.P.Xcellent)      |
| 2007.08.19 | デルマー           | パシフィッククラシックS           | G1 | AW10f   | 6着  | C.ナカタニ           | 7馬身     | Student Council     |
| 2007.10.07 | サンタアニタ       | オークツリーマイル                | G2 | 芝9f    | 6着  | C.ナカタニ           | 4 3/4馬身 | Out of Control      |
| 2007.11.03 | サンタアニタ       | カリフォルニアCクラシックH        |    | AW9f    | 6着  | C.ナカタニ           | 2 1/2馬身 | Bold Chieftain      |
| 2008.04.27 | ハリウッドパーク   | カーレッドS                       |    | 芝9f    | 3着  | C.ナカタニ           | 2 1/2馬身 | Mr.Wolverine        |
| 2008.06.07 | ハリウッドパーク   | チャールズウィッテンガム記念H     | G1 | 芝10f   | 3着  | T.ベイズ             | クビ      | Artiste Royal       |
| 2008.07.20 | デルマー           | エディーリードH                   | G1 | 芝9f    | 6着  | T.ベイズ             | 3 1/2馬身 | Monzante            |

## 引退後
引退後はそのままオニール厩舎に残り、リードポニー（誘導馬）としての役割を与えられた。同厩舎のアイルハヴアナザーがケンタッキーダービー・プリークネスステークスに出走した際には帯同して現地に赴いてスタート位置までの誘導をしている。
また2015年にはアメリカ競馬殿堂入りを果たしている。

## 血統表
| ラヴァマンの血統（ボールドルーラー系 / Prince John 5×5=6.25%、Herbager 5×5=6.25%） | ラヴァマンの血統（ボールドルーラー系 / Prince John 5×5=6.25%、Herbager 5×5=6.25%） | ラヴァマンの血統（ボールドルーラー系 / Prince John 5×5=6.25%、Herbager 5×5=6.25%） | （血統表の出典）  | （血統表の出典） |
| 父 Slew City Slew 黒鹿毛 1984年 アメリカ                                           | 父の父Seattle Slew 青鹿毛 1974年 アメリカ                                          | Bold Reasoning                                                                     | Boldnesian        | Boldnesian       |
| 父 Slew City Slew 黒鹿毛 1984年 アメリカ                                           | 父の父Seattle Slew 青鹿毛 1974年 アメリカ                                          | Bold Reasoning                                                                     | Reason to Earn    |                  |
| 父 Slew City Slew 黒鹿毛 1984年 アメリカ                                           | 父の父Seattle Slew 青鹿毛 1974年 アメリカ                                          | My Charmer                                                                         | Poker             | Poker            |
| 父 Slew City Slew 黒鹿毛 1984年 アメリカ                                           | 父の父Seattle Slew 青鹿毛 1974年 アメリカ                                          | My Charmer                                                                         | Fair Charmer      |                  |
| 父 Slew City Slew 黒鹿毛 1984年 アメリカ                                           | 父の母Weber City Miss 黒鹿毛 1977年 アメリカ                                       | Berkley Prince                                                                     | Rash Prince       | Rash Prince      |
| 父 Slew City Slew 黒鹿毛 1984年 アメリカ                                           | 父の母Weber City Miss 黒鹿毛 1977年 アメリカ                                       | Berkley Prince                                                                     | Betrayed          |                  |
| 父 Slew City Slew 黒鹿毛 1984年 アメリカ                                           | 父の母Weber City Miss 黒鹿毛 1977年 アメリカ                                       | Esirnus                                                                            | Sunrise Flight    | Sunrise Flight   |
| 父 Slew City Slew 黒鹿毛 1984年 アメリカ                                           | 父の母Weber City Miss 黒鹿毛 1977年 アメリカ                                       | Esirnus                                                                            | Water Lady        |                  |
| 母 Li'l Ms. Leonard 黒鹿毛 1992年 アメリカ                                         | 母の父Nostalgias Star 黒鹿毛 1982年 アメリカ                                       | Nostalgia                                                                          | Silent Screen     | Silent Screen    |
| 母 Li'l Ms. Leonard 黒鹿毛 1992年 アメリカ                                         | 母の父Nostalgias Star 黒鹿毛 1982年 アメリカ                                       | Nostalgia                                                                          | The Garden Club   |                  |
| 母 Li'l Ms. Leonard 黒鹿毛 1992年 アメリカ                                         | 母の父Nostalgias Star 黒鹿毛 1982年 アメリカ                                       | Aunt Carol                                                                         | Big Spruce        | Big Spruce       |
| 母 Li'l Ms. Leonard 黒鹿毛 1992年 アメリカ                                         | 母の父Nostalgias Star 黒鹿毛 1982年 アメリカ                                       | Aunt Carol                                                                         | Dinky Pinky       |                  |
| 母 Li'l Ms. Leonard 黒鹿毛 1992年 アメリカ                                         | 母の母Pink Native 鹿毛 1982年 アメリカ                                             | Be a Native                                                                        | Exclusive Native  | Exclusive Native |
| 母 Li'l Ms. Leonard 黒鹿毛 1992年 アメリカ                                         | 母の母Pink Native 鹿毛 1982年 アメリカ                                             | Be a Native                                                                        | Poteen            |                  |
| 母 Li'l Ms. Leonard 黒鹿毛 1992年 アメリカ                                         | 母の母Pink Native 鹿毛 1982年 アメリカ                                             | Pink Khal                                                                          | Khalex            | Khalex           |
| 母 Li'l Ms. Leonard 黒鹿毛 1992年 アメリカ                                         | 母の母Pink Native 鹿毛 1982年 アメリカ                                             | Pink Khal                                                                          | Pinky Jo F-No.8-k |                  |